# Dorsington
Dorsington is een civil parish in het bestuurlijke gebied Stratford-on-Avon, in het Engelse graafschap Warwickshire. In 2001 telde het civil parish 138 inwoners. Dorsington komt in het Domesday Book (1086) voor als 'Dorsitone' / 'Dorsintune'.